# Smalspoorviaducten Russel
De smalspoorviaducten Russel zijn drie bakstenen smalspoorviaducten in de buurtschap Egypte in Tegelen, sinds 2001 een stadsdeel van de Nederlandse gemeente Venlo (provincie Limburg). De viaducten hebben een grote industrieel-archeologische en typologische zeldzaamheidswaarde en zijn sinds 2003 rijksmonumenten. De bouwwerken vormen het enige in complexvorm bewaard gebleven voorbeeld van smalspoorviaducten/tunnels in Nederland.

## Smalspoor Russel
De aanvoer van klei naar de fabrieken van de N.V. Kleiwarenfabriek Alfred Russel gebeurde aanvankelijk met paard en wagen. Russel was de eerste steenfabriek in Tegelen die op het hoogterras een smalspoor met een spoorwijdte van 600mm aan liet leggen. In 1896 werd een 1000m lang smalspoor van de eigen groeve in Egypte naar de fabriek aan de Kaldenkerkerweg op de Heide aangelegd. Dit spoor kruiste drie wegen: de oude Ulingsheideweg en twee karrensporen waarmee klei naar de fabrieken van Jos. Kurstjens en Gebr. Teeuwen werd vervoerd. Teeuwen legde in 1900 smalspoor aan, waardoor de twee sporen elkaar kruisten. Mogelijk lag bij de kruising van de twee smalsporen al een ouder viaduct, maar het is ook mogelijk dat er net als later bij de kruising van de sporen van Teeuwen en Kurstjens een gelijkvloerse kruising werd aangelegd. De kiepkarren werden aanvankelijk door een paard voortgetrokken, totdat Russel in 1918 twee Deutz-locomotieven kocht van de dat jaar ter ziele gegane tramlijn Venlo - Tegelen - Steyl. Later werden nog twee locomotieven van Deutz en drie van Ruston & Hornsby gekocht. Toen Kurstjens in 1923 ook smalspoor aan ging leggen besloot Russel om drie smalspoorviaducten aan te leggen, waarbij zijn spoor over de Ulingsheideweg en de twee andere smalsporen liep. In 1936 fuseerden Russel en Tiglia tot de N.V. Russel-Tiglia. Omstreeks 1955 werden de kleitrammetjes vervangen door vrachtwagens en in 1975 werd de fabriek gesloten en afgebroken. Het smalspoor werd rond 1957 afgebroken, maar de smalspoorviaducten bestaan nog.

## Smalspoorviaducten

### Zuidelijk viaduct
Het zuidelijke viaduct overspande de voormalige Ulingsheideweg, mogelijk als vervanging van een ouder viaduct. Het is opgetrokken in rode baksteen, gemetseld in kruisverband. Het viaduct is 568cm lang, 328cm breed en 314cm hoog en daarmee het grootste van de drie viaducten. Het gewelf bestaat uit drie verspringende bogen van 299cm breed. De dikte van de oostelijke boog is 113cm, de andere twee bogen zijn 114cm dik. Aan de westzijde is het viaduct versterkt met twee steunberen van 100cm lang, 35cm breed en 300 cm hoog, afgewerkt met een afgeronde rollaag. Nadat het gewelf aan de westelijke zijde was ingestort werd eind 20e eeuw een brugdek van betonnen kanaalplaten geplaatst. De beschadigde muurtjes op de randen van de brug werden met natuursteen gerepareerd. In 2003 werden de viaducten rijksmonument en in 2008 werd besloten met bijdragen van de provincie Limburg en gemeente Venlo de viaducten in hun oorspronkelijke staat te herstellen. De betonnen en natuurstenen toevoegingen werden verwijderd, het westelijke gewelf werd opnieuw opgemetseld, het voegwerk en de muurtjes werden hersteld en de verdwenen jaartaltegels aan de westzijde werden vervangen, waardoor het viaduct weer in de originele staat werd teruggebracht. Op 11 maart 2014 vond de feestelijke oplevering plaats. Het was de bedoeling dat de gerestaureerde viaducten deel zouden gaan uitmaken van het nabijgelegen Speelpark Klein Zwitserland. Eind 2023 bleek hiervan niets te zijn terechtgekomen; het viaduct was overwoekerd en alleen via een vrijwel onbekend zandpad tussen Egypte en Klein Zwitserland bereikbaar. Het pad onder de onderdoorgang loopt dood, waardoor het viaduct ook vanuit hier moeilijk bereikbaar is. De paden van dit en het middelste viaduct waren volledig overwoekerd door braamstruiken. Speelpark Klein Zwitserland werd begin 2023 overgenomen door het ernaast gelegen Fun Forest Venlo, wiens klimbos vlak bij de viaducten ligt. Het bedrijf liet weten niet op de hoogte te zijn van de afspraken na de restauratie.

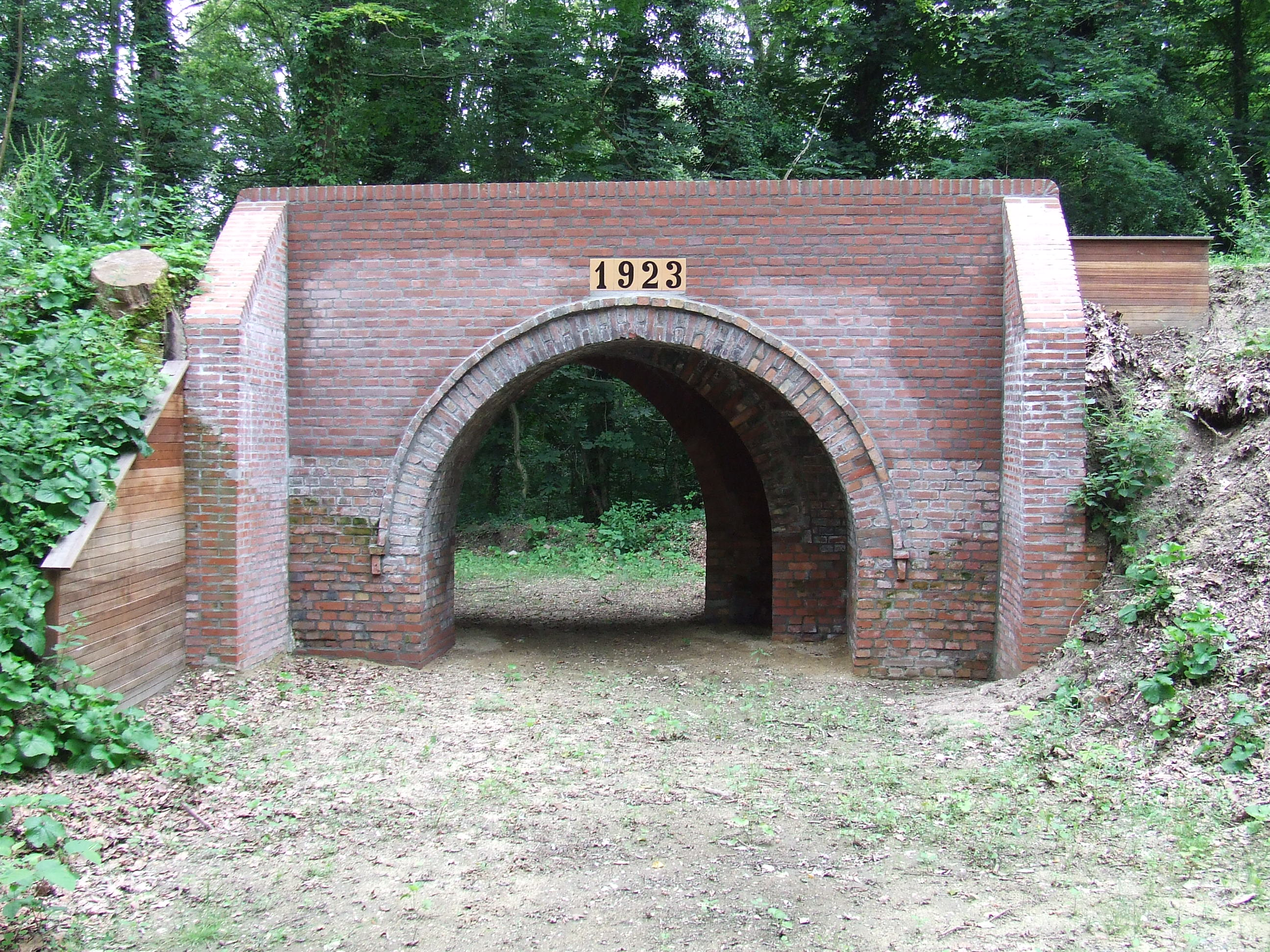
Na de restauratie in 2014
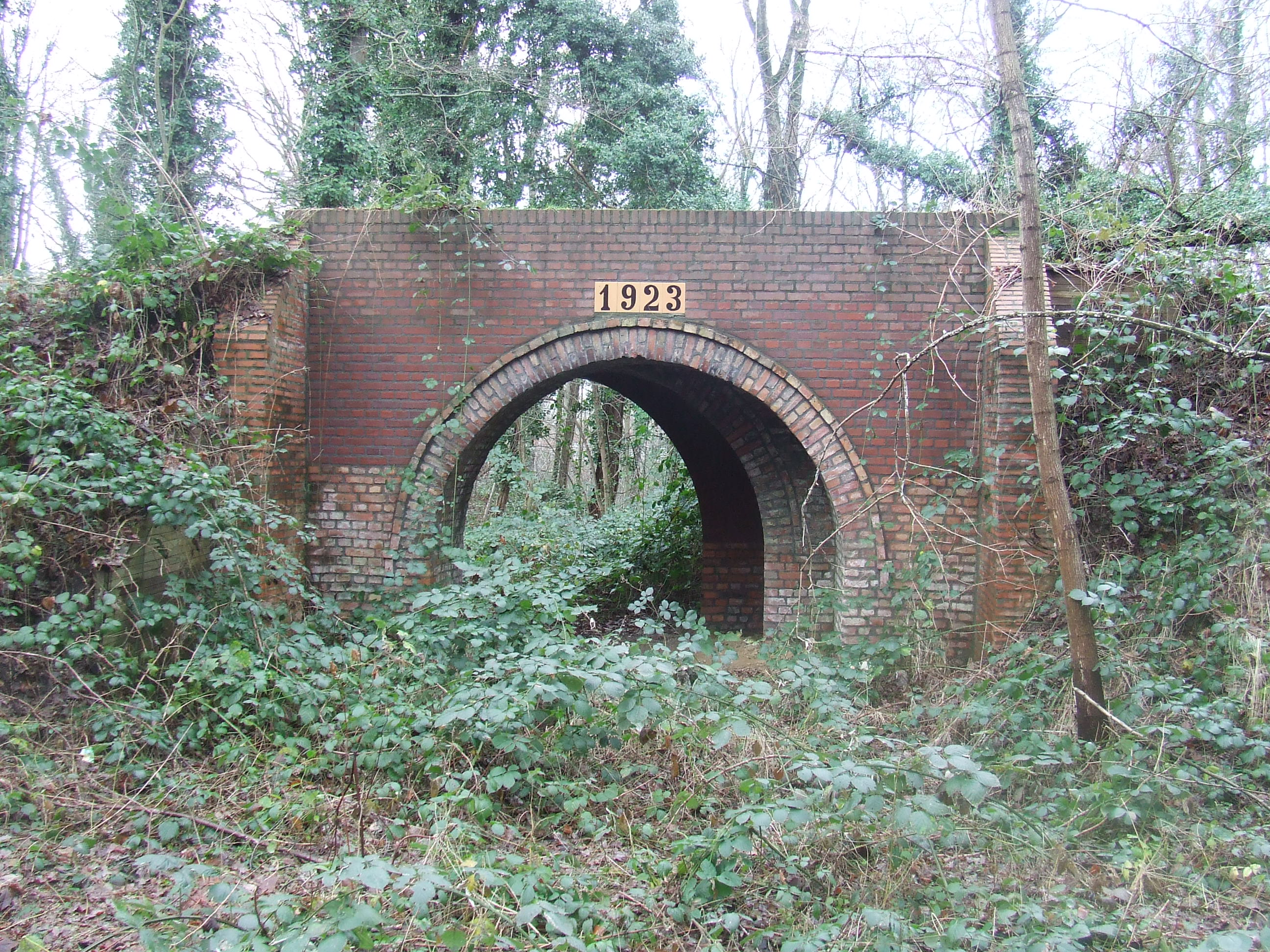
Westzijde in 2023
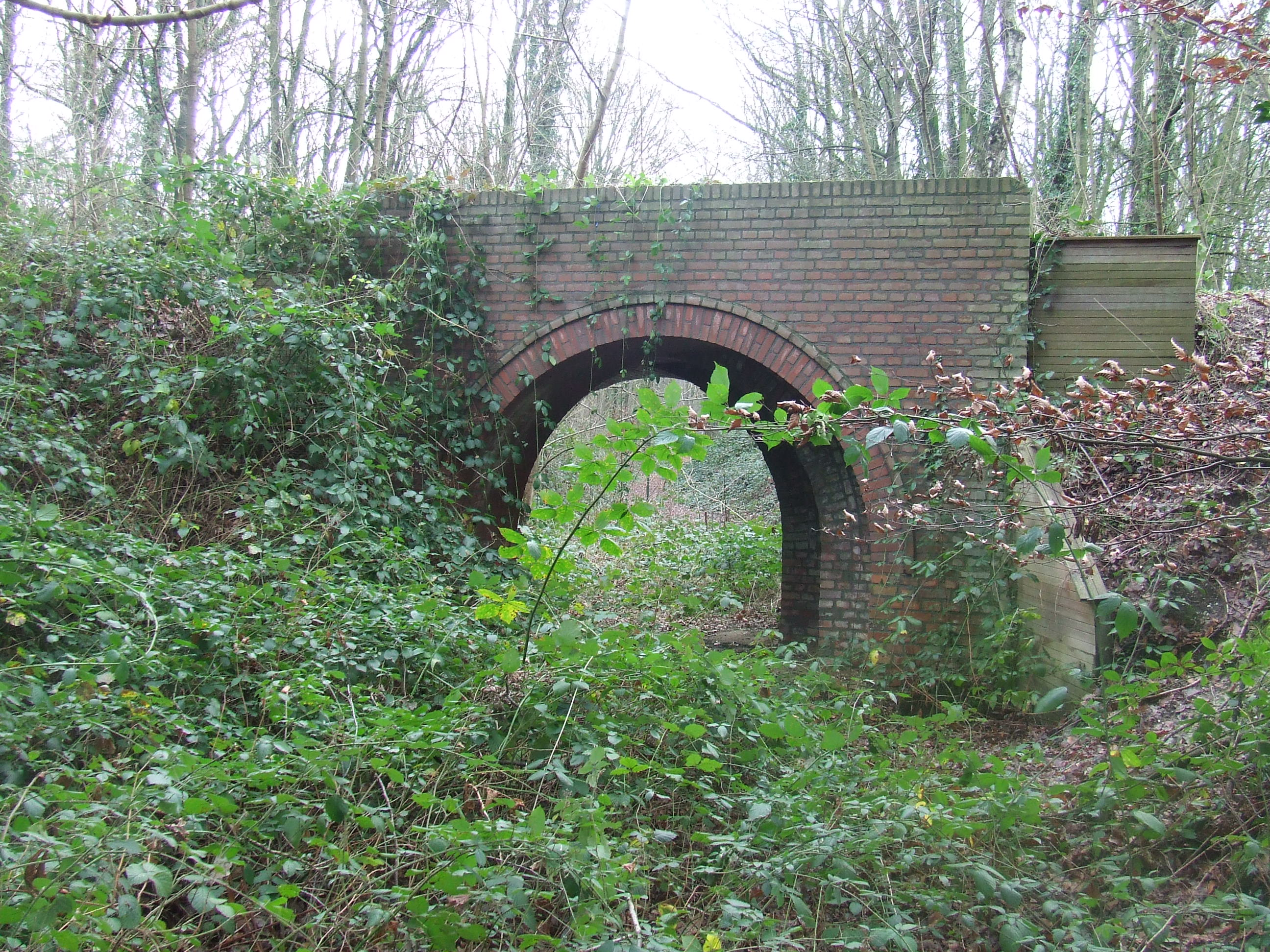
Oostzijde in 2023
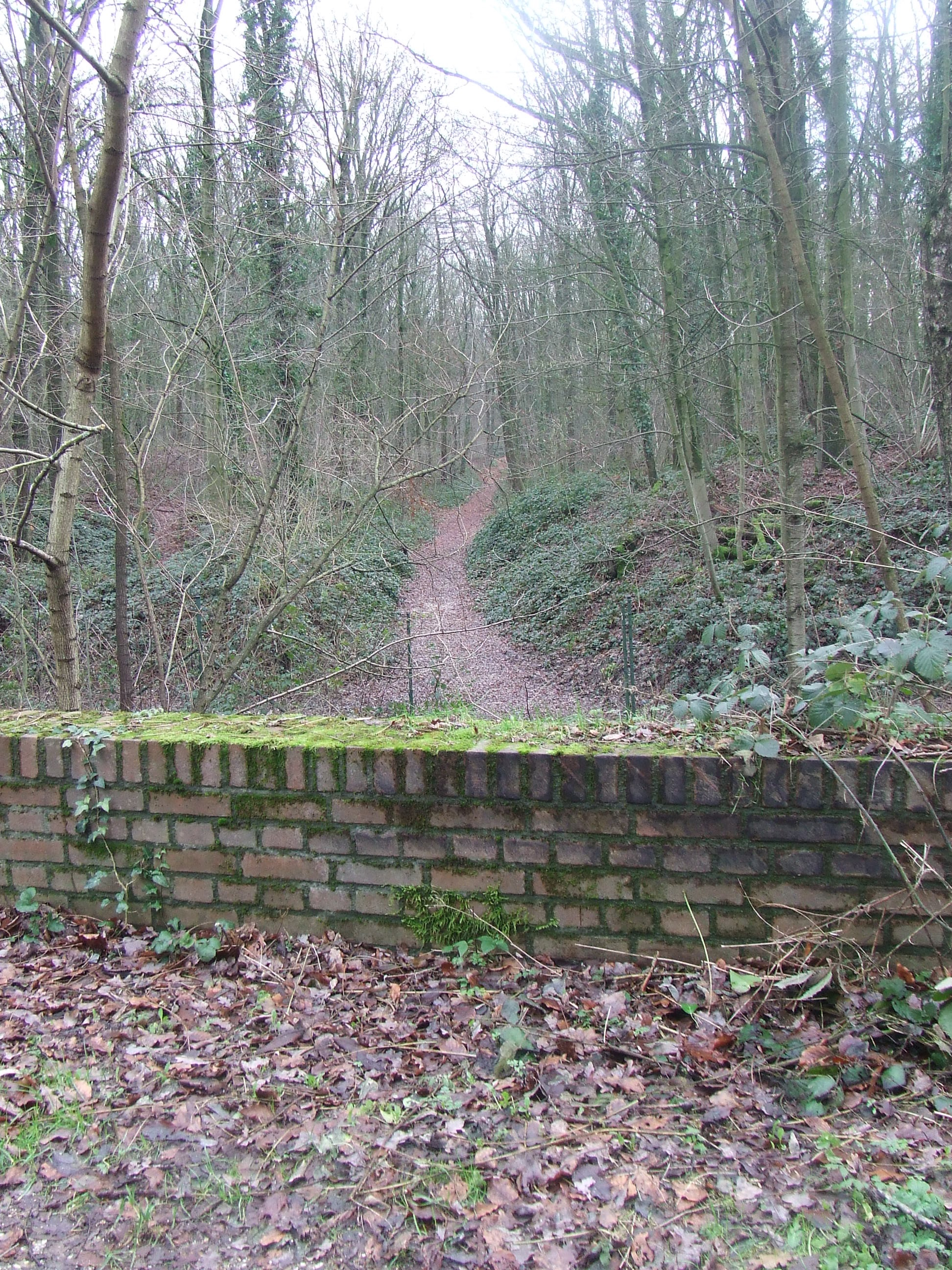
Zicht op de voormalige Ulingsheideweg

### Middelste viaduct
Het middelste viaduct overspande het smalspoor van dakpannenfabriek Jos. Kurstjens aan de Nassaustraat. Het rood bakstenen bouwwerk is in kruisverband gemetseld en heeft een anderhalfsteense rondboog, die wordt geaccentueerd door een koordboog, een uitstekend bakstenen boogje. Aan de oostzijde centraal boven de boog zitten vier ingemetselde gele kleitegels met daarop in zwarte cijfers het jaartal 1923. Daarboven over de hele lengte een bakstenen waterlijst en een met een rollaag afgewerkte bovenrand met afgeronde uiteinden. Het viaduct is 499cm lang, 354cm breed en 273,5cm hoog. De onderdoorgang is 299cm breed. Aan de oostzijde heeft het viaduct vier houten grondkeringen van azobé. Ook dit viaduct verkeerde in slechte staat: het bouwwerk had scheuren, kapotte stenen en verdwenen voegwerk. Bij de restauratie in 2014 werd alles gerepareerd en zag het er weer uit zoals vlak na de bouw in 1923.

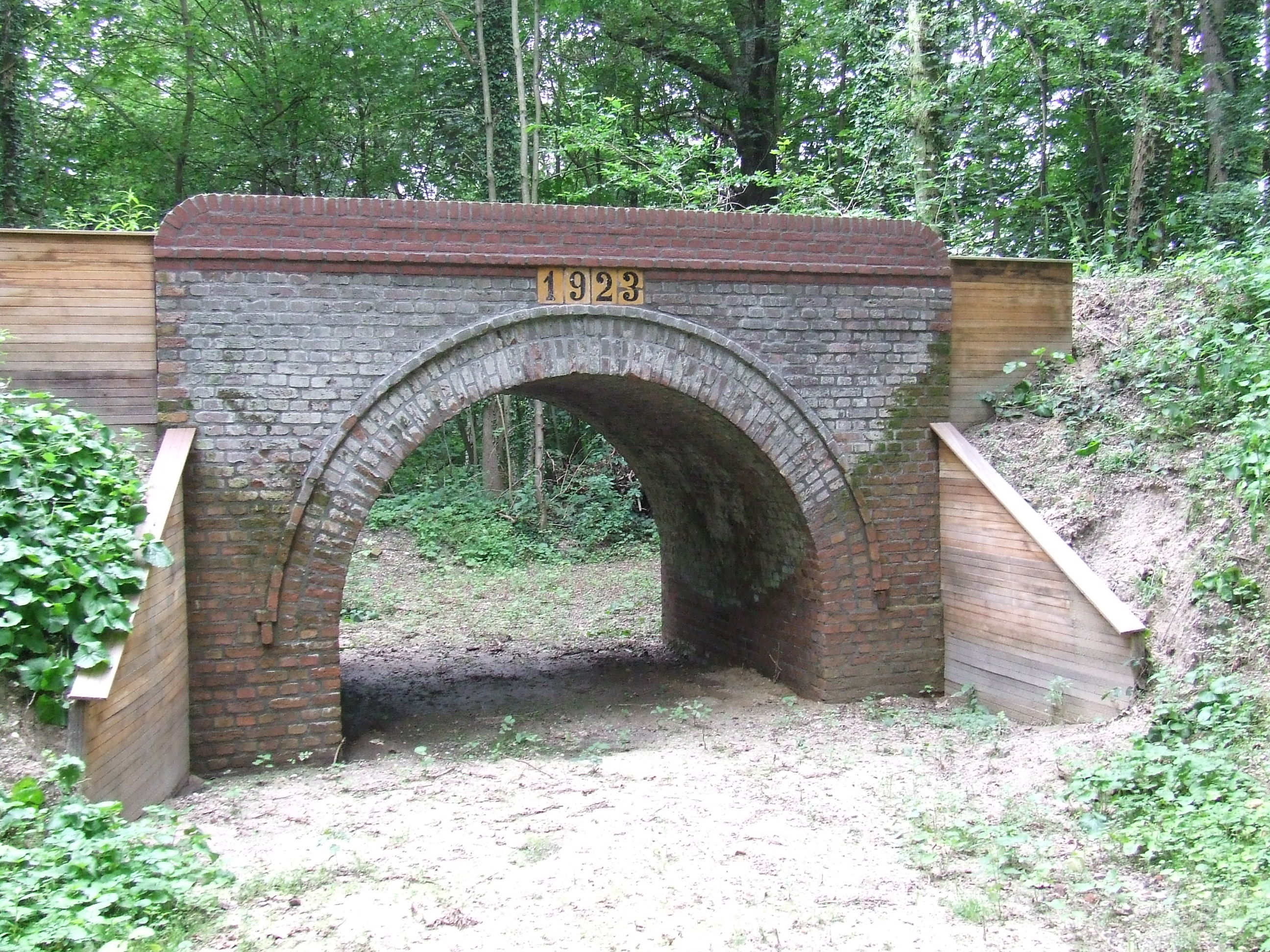
Na de restauratie in 2014
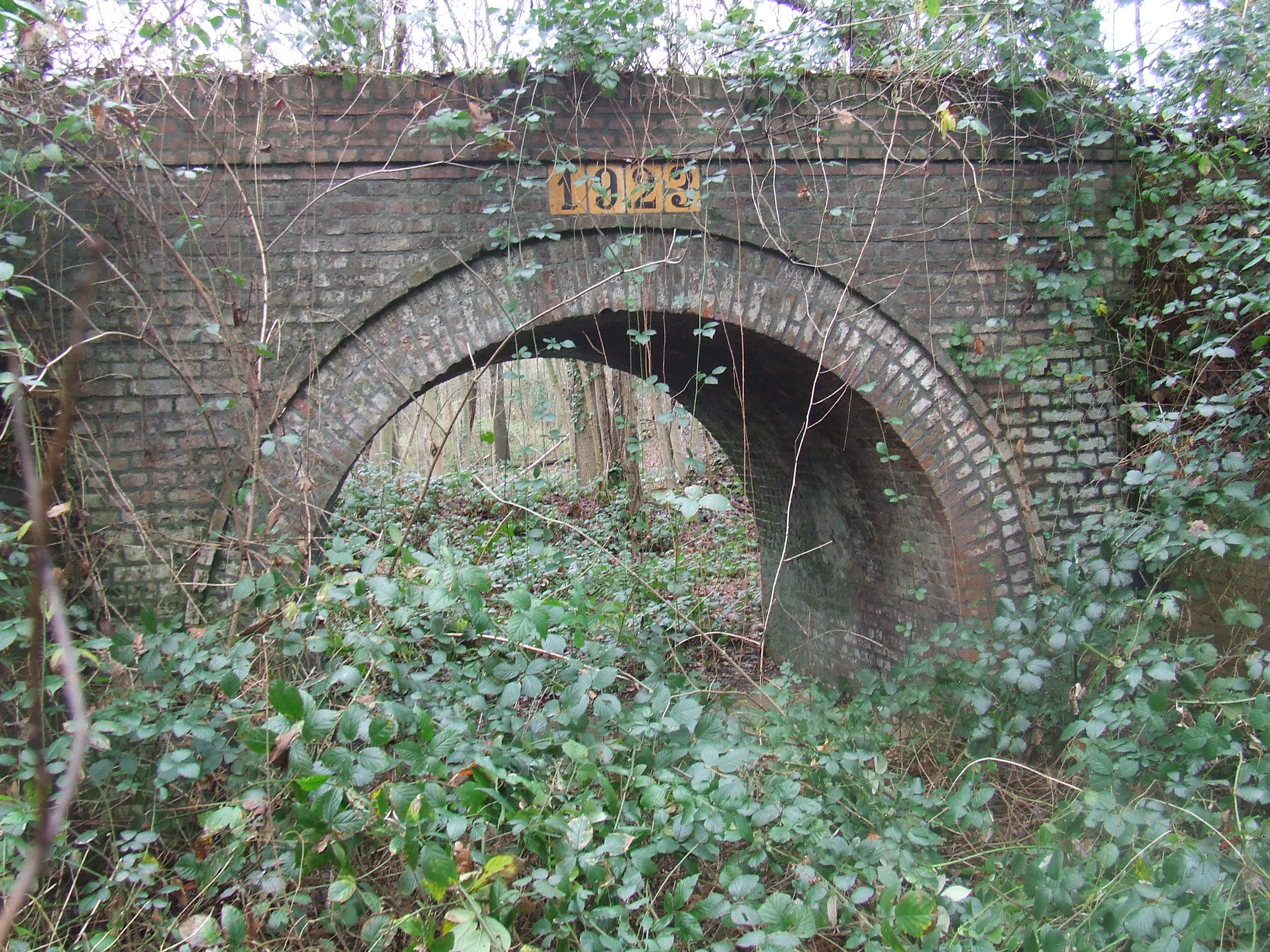
Westzijde in 2023
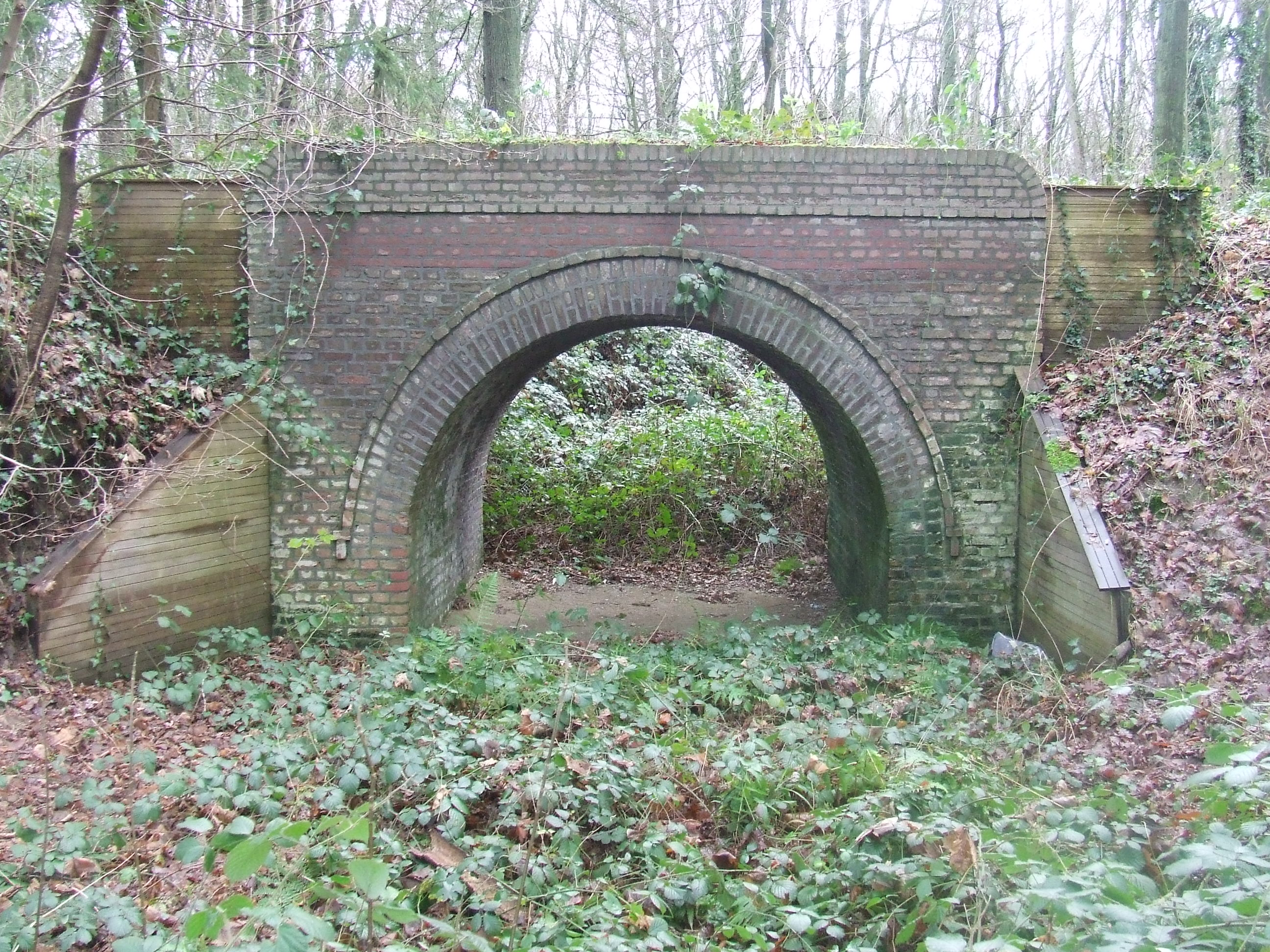
Oostzijde in 2023

### Noordelijk viaduct
Het noordelijke viaduct overspande het smalspoor van de fabriek van Teeuwen, die ten noorden van de fabriek van Russel aan de Kaldenkerkerweg lag. Het in kruisverband in donkere baksteen gemetselde bovendeel heeft een halfcirkelvormige tunnelopening van 196cm breed. De rondboog heeft een dubbele rollaag en rust aan beide zijden op gecementeerde bakstenen plinten. Het viaduct is 360cm breed, 415cm lang en 289cm hoog. Dit viaduct was er voor de restauratie in 2014 nog het beste aan toe. Er was wat scheurvorming in de zijgevels, enkele kapotte stenen, wat loslatend voegwerk en de houten grondkeringen waren deels vergaan, wat bij de restauratie allemaal is aangepakt. Dit is het enige viaduct waar een pad onderdoor loopt dat nog wordt gebruikt. Het wandelpad maakt deel uit van het wandelgebied "Wandelpark Tegelen" en loopt van de parkeerplaats bij de kruising Egypte-Jagerstraat door de bossen met een bocht langs de noordgrens van Speelpark Klein Zwitserland naar het viaduct.

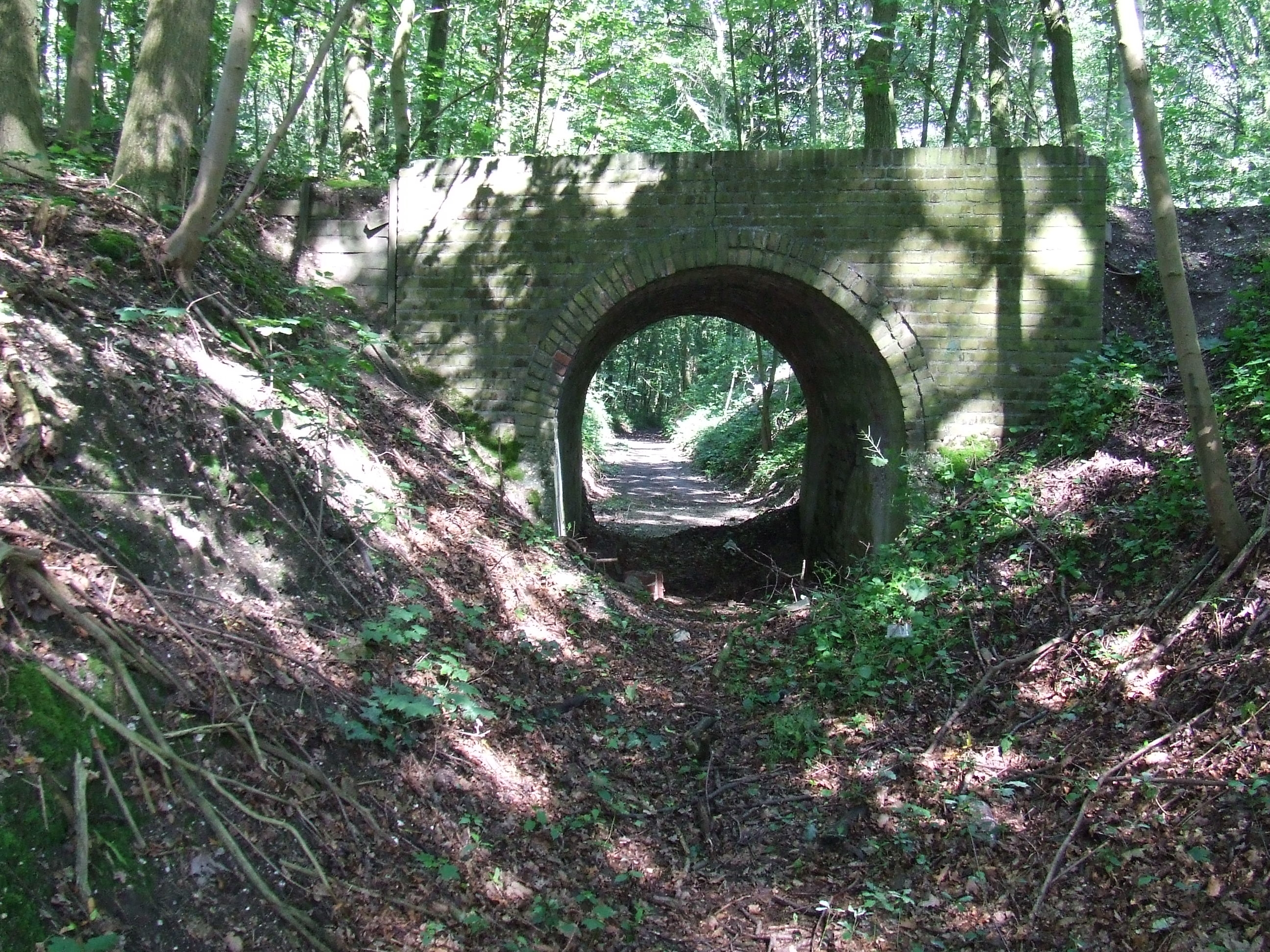
Westzijde in 2007
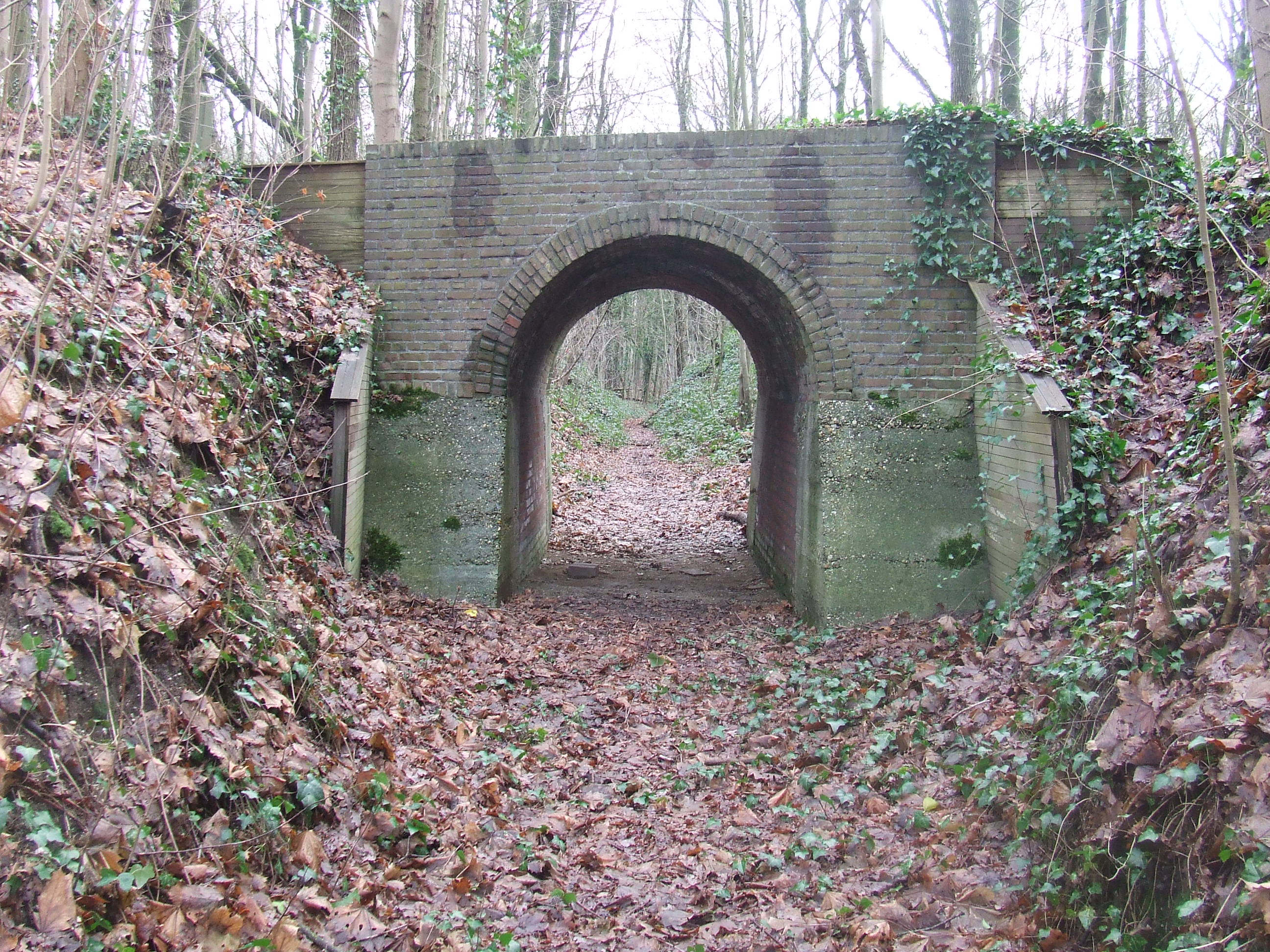
Westzijde in 2023
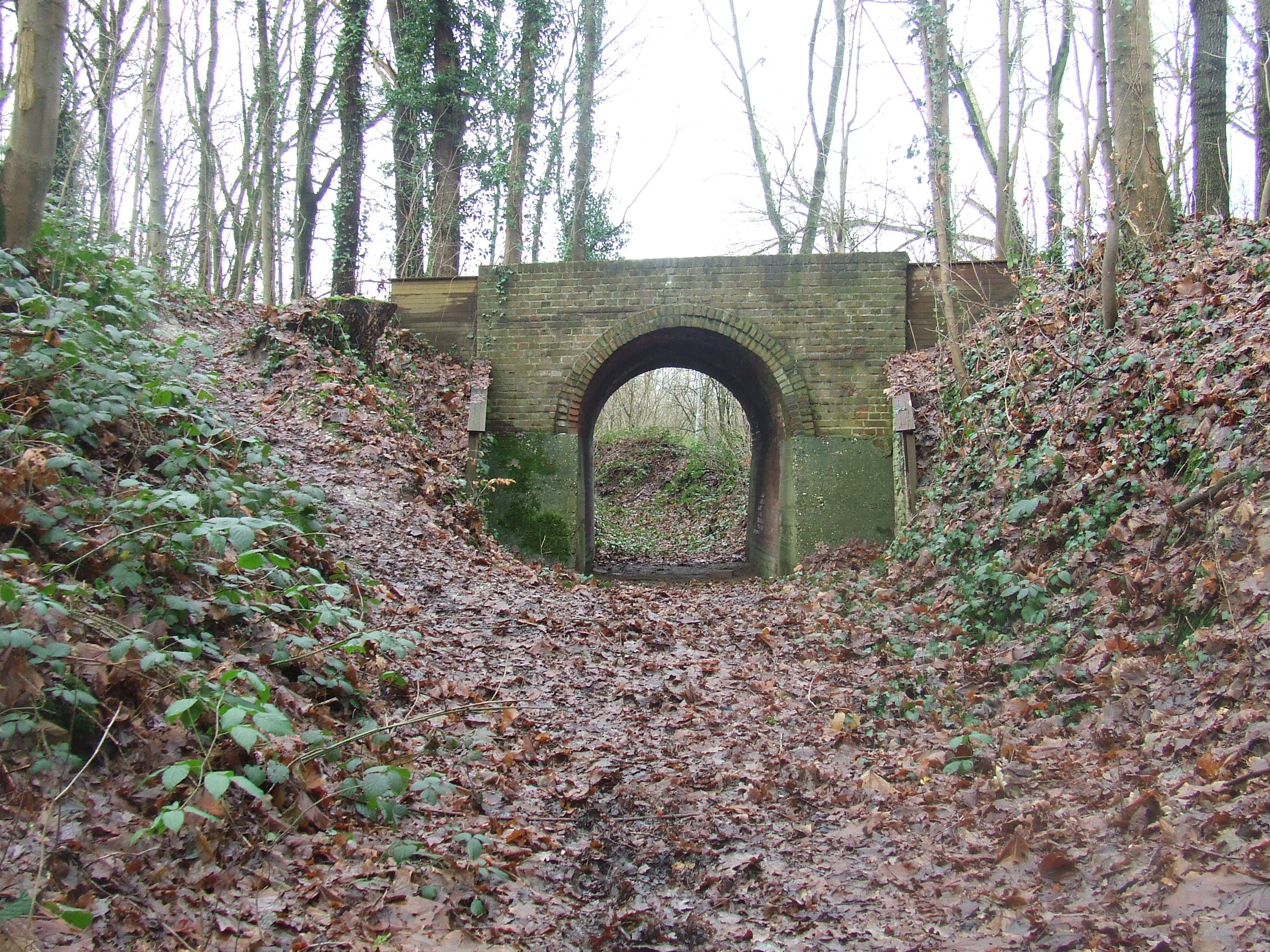
Oostzijde in 2023